# Froid
Froid és una població dels Estats Units a l'estat de Montana. Segons el cens del 2000 tenia 195 habitants.

## Demografia
Segons el cens del 2000, Froid tenia 195 habitants, 97 habitatges, i 51 famílies. La densitat de població era de 268,9 habitants per km².
Dels 97 habitatges en un 20,6% hi vivien nens de menys de 18 anys, en un 41,2% hi vivien parelles casades, en un 4,1% dones solteres, i en un 47,4% no eren unitats familiars. En el 45,4% dels habitatges hi vivien persones soles el 29,9% de les quals corresponia a persones de 65 anys o més que vivien soles. El nombre mitjà de persones vivint en cada habitatge era de 2,01 i el nombre mitjà de persones que vivien en cada família era de 2,88.
Per edats la població es repartia de la següent manera: un 24,6% tenia menys de 18 anys, un 2,1% entre 18 i 24, un 21,5% entre 25 i 44, un 24,1% de 45 a 60 i un 27,7% 65 anys o més.
L'edat mediana era de 48 anys. Per cada 100 dones de 18 o més anys hi havia 96 homes.
La renda mediana per habitatge era de 24.583 $ i la renda mediana per família de 31.250 $. Els homes tenien una renda mediana de 21.111 $ mentre que les dones 16.875 $. La renda per capita de la població era de 15.021 $. Aproximadament l'11,8% de les famílies i el 7,6% de la població estaven per davall del llindar de pobresa.

## Poblacions més properes
El següent diagrama mostra les poblacions més properes.